# 桂歌助弟子の会
桂歌助弟子の会は、プロの弟子ではないので、正確には「桂歌助弟子の会（アマチュア）」を称する。
アマチュア落語家による落語愛好家、いわゆる天狗連の一つ。
桂歌助師匠（落語芸術協会：真打）、桂歌若師匠（落語芸術協会：真打）が指導する落語教室に通う生徒を中心としたアマチュア落語家グループ。
神奈川県内を中心に、約50名が所属している。
年2回、として岩間市民プラザ（横浜市保土ケ谷区）のホールで開催される岩間寄席が会の一大イベント。
他にも地域の集会所や老人ホームの慰問など、様々な場所で落語を披露している。

## 主なメンバー
- 笑風亭酒楽（会長）
- 純米亭美酒乱（副会長）
- 笑風亭かん治
- 笑南亭たんぽぽ
- 小夏ぴょん子
- ベイス亭きよし
- もんきい亭ちゅう
- 地球人太郎
- ながや亭楽琴
- 養老亭一膳
- 播州亭拉麺
- 磯子亭悠々
- 桶家大福
- 三流亭迷惑
- 大和家なでしこ
- おばば乃たぬき
- めだか
- とんで舞子
- 乾實斎
- 鈍りんご
- 秋山亭忠之
- 睡眠愚ぱわ~
- 梅月亭かつ洋
- 鎌倉亭しらす姫